# Dongali
Dongali est un village du Cameroun, situé dans la région de l'Est et dans le département de la Kadey. Il est localisé dans la commune de Ndelele.

## Population
Kobi fait partie du canton kaka mbessembo. En 1965, 404 habitants sont recensés à Dongali principalement des kaka. Le recensement de 2005 y dénombre 420 habitants dont 178 de sexe masculin et 242 de sexe féminin.

## Infrastructures
Dongali dispose notamment d'un marché périodique ouvert les vendredis, d'un point d'eau qui alimente le village. Dongali est aussi doté d'écoles primaires.